# Bandakagni-Sokoura
Bandakagni-Sokoura este o comună din regiunea Zanzan, Coasta de Fildeș.